# ماكلارين إم بي 4-28

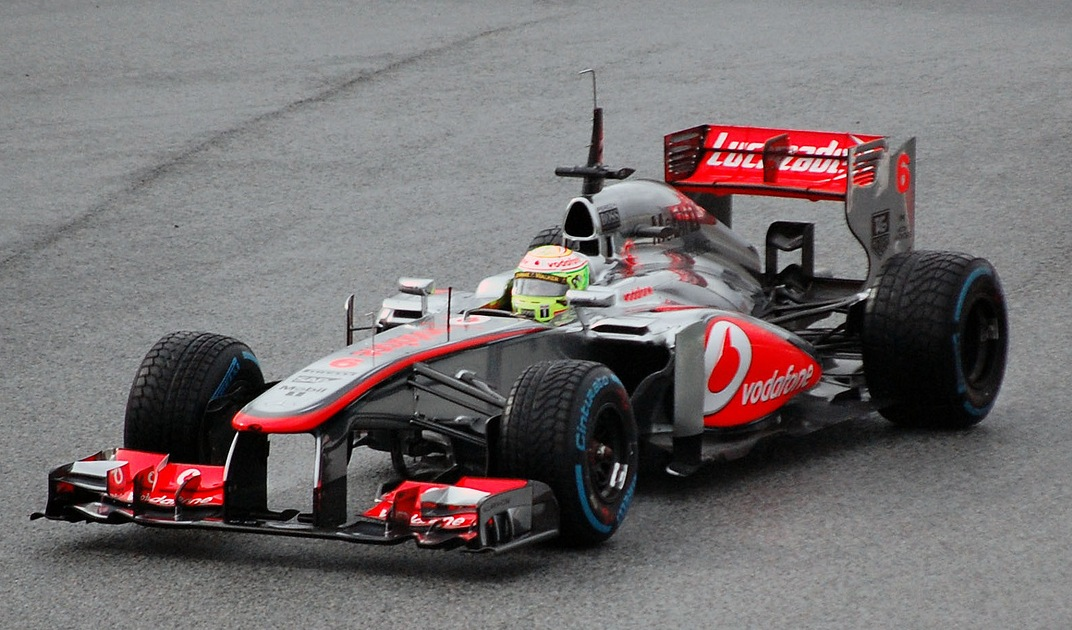
بيريز في MP4-28 أثناء اختبارات الشتاء في خيريز عام 2013

ماكلارين MP4-28  هي سيارة سباق فورمولا 1 تم تصميمها وتصنيعها بواسطة شركة السيارات الشهيرة ماكلارين لاستخدامها خلال منافسات السباق في موسم 2013 للفورمولا 1 . تم تصميم الهيكل من قبل عدة مهندسين مرموقين مثل بادي لوي،  ونيل أوتلي، وتيم جوس، ومارك إنجهام، ومارسين بودكوفسكي، وكان مدعومًا بمحرك مرسيدس-بنز للعميل. كان يقودها جينسون باتون بطل العالم 2009 وسيرجيو بيريز، انضم الأخير إلى الفريق بعد انتقال لويس هاميلتون إلى مرسيدس. تم إطلاق السيارة للمرة الأولى في تاريخ الحادي والثلاثين من يناير 2013،  كجزء من الاحتفالات الخاصة بالذكرى الخمسين للفريق. كانت أيضًا آخر سيارة مكلارين تتمتع برعاية كبيرة من فودافون، وهي شراكة ازدهرت لمدة سبع سنوات، بدءًا من عام 2007 على MP4-22 .
كان أداء MP4-28 هو الأسوا في تاريخ ماكلارين في تاريخ سباقات الفورمولا 1 منذ 33 عامًا وتسبب في خسائر كبيرة على مستوى المراهنات الرياضية. كان هذا الموسم هو أول موسم يفشلون من خلاله في الصعود على منصات التتويج منذ عام 1980، ولم يتأهلوا أبدًا في المراكز الخمسة الأولى - وهو الأسوأ منذ عام 1983. كان أيضًا أول موسم للفريق بدون فوز منذ عام 2006.

## تصميم
تتميز MP4-28 بمراجعات مهمة مقارنة بـ MP4-27 حيث شعر الفريق أن MP4-27 قد وصل إلى نهاية دورة التطوير الخاصة به، وأن البدء من جديد سيعطي MP4-28 مجالًا أوسع للتطوير. تم تدعيم السيارة بنظام تعليق أمامي يشبه نظام Ferrari F2012 ، كما تم أيضا تعديل القوائم الجانبية لتحسين تدفق الهواء فوق الجزء الخلفي من السيارة، أما الجانب الخلفي فقد تمت إعادة تصميمه بشكل كامل ليكون أكثر ديناميكية من الناحية الهوائية مع دمج نظام عظم الترقوة مصمم للتحكم في تآكل الإطارات الخلفية عن طريق إضافة حدبة إلى العجلات الخلفية مع زيادة السرعة، والاسترخاء مع تباطؤ السيارة. تم تغيير مركز جاذبية السيارة من خلال خفض وزن السيارة وغطاء المحرك، مما سمح للفريق برفع مقدمة السيارة. تم تبسيط شكل الهيكل مع إضافة «لوحة التزيين» لتغطية التصميم «المتدرج» الذي شوهد طوال عام 2012. على النقيض من ذلك، تم إطلاق Lotus E21 بدون لوحة تزيين، حيث شعر الفريق أنها كانت ميزة تجميلية بحتة تضيف وزنًا غير ضروري وتسبب ضررا كبيرا أثناء سباقات الفورمولا 1 ؛  من ناحية أخرى، وصف ماكلارين تغيير الوزن والفوائد الديناميكية الهوائية بأنها «ليست مشكلة» وأن التعامل معها لا يجب أن يكون صعبا على المحترفين.
من خلال قبول الفريق الخاص، احتوت النسخة الأولى من MP4-28 على بعض الأجزاء - بما في ذلك مجموعة العادم والأرضية والجناح الأمامي - والتي تم نقلها من سابقتها، MP4-27، ولكن سيتم إضافة أجزاء جديدة في جميع أنحاء برنامج الاختبار الشتوي. على الرغم من أوجه التشابه الخارجية مع MP4-27، وصف Jenson Button التصميم الداخلي لـ MP4-28 بأنه قد أعيد هيكلته من الألف إلى الياء بشكل كامل ليتماشى مع المعايير العصرية للسيارات.

## اختبارات
أظهرت MP4-28 سرعة كبيرة أثناء الاختبار الشتوي في Jerez de la Frontera ، مما أدى إلى زيادة التكهنات بشأن أن السيارة ستكون منافسًا قويا جدا ومرشحا للفوز بالبطولة. ومع ذلك، سرعان ما تم اكتشاف أن هذه السرعة كانت نتيجة لمركب تعليق غير صحيح في سيارة جنسون باتون، مما أدى إلى ارتفاع منخفض للغاية أثناء الركوب أدى بدوره إلى سرعة اللفات. اضطر الفريق إلى تثبيت الجزء المخالف بشكل صحيح حيث أن الاستمرار في تشغيل السيارة في مثل هذا التكوين سيكون مستحيلاً نظرا للظروف المحيطة.

## تاريخ المنافسة
واجهت سيارة ماكلارين MP4-28 بداية صعبة في أستراليا، حيث اعترف الفريق أنهم لم يفهموا حقًا الطريقة التي تتم بها تشغيل نظام هذه السيارة في ظل ظروف السباق. تأهل جنسون باتون في المركز العاشر، بينما بدأ سيرجيو بيريز في المركز الخامس عشر. باتون وبيريز انهوا السباق في المركزين التاسع والحادي عشر تواليا، في اللفة الأولى، ولكن بفارق كبير بلغ ثمانين ثانية من الفائز بالسباق كيمي رايكونن. كان باتون ينتقد السيارة، حيث قال أنها لا تستطيع الفوز بالسباق بدون أعمال تطوير مكثفة تشمل جميع الجوانب المتعقلة بالسيارة. عبر رئيس الفريق مارتن ويتمارش بعد السباق عن خيبة أمله وعن استعداده للتخلي عن MP4-28 تمامًا وبدلاً من ذلك يعود إلى استخدام McLaren MP4-27 إذا شعر الفريق أنهم لا يستطيعون حل مشاكل MP4-28،  ولكن هذا يفضل الفريق كان التركيز على تطوير MP4-28 في الوقت الحالي.
في السباق التالي في ماليزيا، عبر أفراد الفريق عن رغبتهم الشديدة وقدرتهم على تحسين نتائج السيارة، مدعيا أن الطبيعة الوعرة لسباق ملبورن غراند بريكس قد بالغت في اظهار عيوب السيارة بشكل كبير، وبالتالي كانوا يتوقعون أن يكون السطح الأكثر سلاسة في حلبة سيبانج أسهل من ذلك بكثير. ممثل أداء السيارة. تأهل جنسون باتون إلى المركز الثامن وقاد السباق لفترة وجيزة قبل أن يقوم بخطأ فادح تسبب في توقفه لفترة من الزمن. قرر الفريق تقاعد السيارة بدلاً من الاستمرار، وصنف باتون في النهاية في المرتبة السابعة عشرة حيث أكمل 90٪ من مسافة السباق في نتيجة غير مرضية. تأهل سيرجيو بيريز في المركز العاشر وحصل على المركز التاسع في الترتيب العام، مسجلاً أسرع وقت في اللفة بعد توقفه المفاجئ في وقت متأخر من السباق. تعافى الفريق في الصين،  مع حصول باتون على المركز الخامس إجمالاً والعشر نقاط التي حصل عليها ليرفع الفريق من المركز السابع إلى المركز الخامس في بطولة العالم للبناة، وتعادل مع فورس إنديا. تمكن كل من باتون وبيريز من تحقيق نقاط جيدة في منافسات سباق جائزة البحرين الكبرى،  قبل التحديثات الرئيسية الأولى للسيارة في إسبانيا. على الرغم من استخفاف الفريق بالمكاسب المتوقعة من الترقيات،  إلا أن الحزمة أثبتت أنها مخيبة للآمال وأن النتائج المتوقعة لا يمكن تحقيقها من خلال هذه المواصفات المحدودة،  واختار فريق مكلارين تأجيل تقديم بعض الأجزاء وسط مخاوف بشأن شرعيتها. أنهى باتون وبيريز السباق في المركزين الثامن والتاسع تواليا، حيث وصف باتون أداء الفريق بأنه «محرج بعض الشيء» وعبر عن احباطه الشديد بسبب عدم تحقيق النتائج المتوقعة واعترف بأن كل المكاسب التي حققها الفريق قد تم تهميشها من خلال جداول التطوير الخاصة بالفرق الأخرى الذين قاموا بتطوير سياراتهم بشكل أفضل، والتي استخدمت أيضًا السباق لتقديم التحديثات الرئيسية الأولى لهذا الموسم. لاحظ المعلقون أنه خلال السباق أن أسرع لفة قام بها فاتون كانت تتفوق بنسبة 5% على لفة لماكس شيلتون المحدد في Marussia MR02 ،  سيارة تأهلت في الصف الخلفي من الشبكة للسباق.
على اثر احتلالمه المركز السادس في منافسات سباق موناكو،  واجه الفريق أشد السباقات صعوبة خلال ذاك الموسم في كندا، حيث حل بيريز وبون في المركزين الحادي عشر والثاني عشر على التوالي،  مما أدى إلى إنهاء رقمهم القياسي البالغ 60 - أربع نقاط متتالية تنتهي؛ وكانت اخر مناسبة لم ينجح فيها فريق ماكلارين في تحقيق أي نقاط جائت في سباق جائزة أبو ظبي الكبرى لعام 2009 . فشل الفريق مرة أخرى في تسجيل نقاط في سباق الجائزة الكبرى البريطاني، حيث حقق باتون المركز الثالث عشر المتدني وصنف بيريز في المركز العشرين بعد أن وقع ضحية لانفجار ثقبي في إحدى الاطارات تسبب في تراجعه بشكل كبير في السباق. عاد الفريق إلى مرحلة حصد النقاط مجددا في ألمانيا، حيث احتل باتون المركز السادس وجاء بيريز في المركز الثامن. النتيجة نقلت الفريق إلى مسافة عشر نقاط من Force India في بطولة World Constructors. انتقد باتون سائقي كاترهام تشارلز بيك وجيدو فان دير غارد، متهما إياهم بالبطء الشديد عند التحرك جانبا بينما كان يلفهم وتكلفه المركز الخامس بالسماح للويس هاميلتون بالقبض عليه وتمريره في اللفة الأخيرة.
في سباق الجائزة الكبرى الهندي، سجل بيريز خامس أفضل معدل في الموسم حيث أنهى على بعد أربع ثوانٍ فقط من منصة المركز الأول، وهي النتيجة التي جعلته «راضياً للغاية», بينما أنهى بيتون في المركز الرابع عشر.
بعد سباق الجائزة الكبرى البرازيلي لعام 2013 ، أصبح فريق ماكلارين أول فريق يدخل التنصيف من خلال سيارتين مختلفتين، على الرغم من أن بيريز لم ينته من سباقين وتقاعد باتون في سباق الجائزة الكبرى الماليزي.

## نتائج فورمولا 1 كاملة
(مفتاح) (النتائج بالخط العريض تشير إلى مكان القطب؛ النتائج بخط مائل تشير إلى اللفة الأعلى سرعة)
| سنة      | مشترك                   | محرك                     | الإطارات | السائقين     | جراند بريكس | جراند بريكس | جراند بريكس | جراند بريكس | جراند بريكس | جراند بريكس | جراند بريكس | جراند بريكس | جراند بريكس | جراند بريكس | جراند بريكس | جراند بريكس | جراند بريكس | جراند بريكس | جراند بريكس | جراند بريكس | جراند بريكس | جراند بريكس                | جراند بريكس | نقاط |        |
| سنة      | مشترك                   | محرك                     | الإطارات | السائقين     | أستراليا    | MAL         | CHN         | BHR         | ESP         | MON         | يستطيع      | GBR         | جير         | هون         | BEL         | ITA         | خطيئة       | كور         | JPN         | IND         | ABU         | الولايات المتحدة الأمريكية | BRA         | نقاط |        |
| -------- | ----------------------- | ------------------------ | -------- | ------------ | ----------- | ----------- | ----------- | ----------- | ----------- | ----------- | ----------- | ----------- | ----------- | ----------- | ----------- | ----------- | ----------- | ----------- | ----------- | ----------- | ----------- | -------------------------- | ----------- | ---- | ------ |
| 2013     | فودافون ماكلارين مرسيدس | مرسيدس بنز </br> FO 108F | P        | جنسون باتون  | 9           | 17 †        | 5           | 10          | 8           | 6           | 12          | 13          | 6           | 7           | 6           | 10          | 7           | 8           | 9           | 14          | 12          | 10                         | 4           | 122  | الخامس |
| 2013     | فودافون ماكلارين مرسيدس | مرسيدس بنز </br> FO 108F | P        | سيرجيو بيريز | 11          | 9           | 11          | 6           | 9           | 16 †        | 11          | 20 †        | 8           | 9           | 11          | 12          | 8           | 10          | 15          | 5           | 9           | 7                          | 6           | 122  | الخامس |
| المصادر: |                         |                          |          |              |             |             |             |             |             |             |             |             |             |             |             |             |             |             |             |             |             |                            |             |      |        |